# Ōnamazu
Grand silure
L'ōnamazu (大鯰, « grand silure »), est une créature légendaire présente dans  les contes et légendes du Japon. Ce gigantesque poisson-chat vivrait dans la vase des profondeurs de la terre, duquel reposerait l’archipel japonais. Diverses croyances, popularisées entre autres au cours du XVIIe siècle lui attribuent différents pouvoirs chthoniens, comme la capacité à pressentir ou générer des séismes en remuant son corps sous la terre. Certains expliqueraient ses pouvoirs par le fait que ce poisson serait en fait un dragon. Il est souvent improprement désigné hors du japon sous le nom de namazu (鯰), mais ce terme n’est que le nom japonais pour désigner différents siluriformes en particulier le silure asote (Silurus asotus). 

## Histoire
Dans les anciennes conceptions du monde liées aux séismes, une légende commune à toute l’Asie affirmait qu’un gigantesque serpent venimeux vivait sous la surface du globe dont les mouvements souterrain provoquaient les tremblements de terre. Le Japon partageait également cette croyance et, jusqu’au début de l’époque d'Edo, il était coutume de penser qu’un dragon serpentiforme entourait l’archipel japonais, dont le corps allait de Kashima-jingū où était située sa tête, jusqu’au bout de sa queue située à  Katori-jingū. où elles étaient maintenues en place par plusieurs kaname-ishi (要石, littéralement « pierre-clef », « clef de voûte ») empêchant ainsi les tremblements de terre. Toutefois, au fur et à mesure que le temps passait, la figure du dragon laissa place à celle un silure géant.
Dans le sanctuaire Ōmura situé dans la préfecture de Mie, une tradition rapporte qu’en 767, Takemikazuchi-no-kami et Futsunushi-no-kami s’arrêtèrent au sanctuaire sur leur route depuis les provinces de Hitachi et Shimōsa vers le mont Mikasa à Nara, et qu’ils y installèrent une pierre de fondation destinée à apaiser un grand silure souterrain。  
À la suite des trois grands séismes de l'ère Ansei en 1854 et 1855, l'ōnamazu fut souvent représenté dans des ukiyo-e (estampes) appelées namazu-e. Ce séisme ayant eu lieu au moment de l’arrivée des bateaux noirs en 1853, ces derniers furent parfois assimilés à des silures géants.
Toutefois, la relation entre le silure et les tremblements de terre est mentionnée dans des écrits bien plus anciens, remontant jusqu’au Nihon Shoki. Au cours de la période Azuchi-Momoyama, en 1592, dans une lettre adressée à ses vassaux à l’occasion de la construction du château de Fushimi, Toyotomi Hideyoshi mentionnait la nécessité de bâtir un château capable de résister aux séismes causés par les silures. Cela montre qu’à cette époque, l’association entre les silures et les séismes était déjà bien établie.

## Mentions

### Dans la mythologie
Le dieu Takemikazuchi (武甕槌) ou dieu Kashima (鹿島神, Kashima no kami) est le seul à pouvoir le maintenir en place grâce à son pieu, et en immobilisant sa tête sous une kaname-ishi. Mais parfois, le dieu relâche son attention et le silure géant en profite pour s'enfuir et causer de nouveaux séismes. Outre le dieu Takemikazuchi, il est alors régulièrement accompagné du dieu Daikoku (大黒天, Daikokuten) distribuant des richesses aux victimes.

### Légendes connexes
- À Chikushino, dans la préfecture de Fukuoka, se trouve une pierre appelée « Namazu-ishi » (鯰石), qui, selon la légende, était autrefois un énorme silure bloquant la route. Il aurait été terrassé par Sugawara no Michizane et transformé en pierre[7],[8]。

- Dans un lac du mont Aso, on raconte qu’autrefois, Takeiwatatsu-no-mikoto aurait ouvert un passage à travers l’anneau extérieur de la caldeira, à l’emplacement actuel de Tateno, pour évacuer l’eau et créer des terres agricoles. Un grand silure, maître du lac, aurait alors bloqué l’écoulement de l’eau. Après avoir été convaincu par Takeiwatatsu-no-mikoto, le silure aurait fini par se laisser emporter par le courant, donnant naissance aux rivières Kurokawa et Shirakawa. L’endroit où il aurait échoué serait aujourd’hui le village de Namazu, dans le district de Kamimashiki[9],[10][11]。

- Le Chikubushima Engi (竹生嶋縁起) rapporte une légende selon laquelle, sur Chikubu-shima, un dragon de mer se serait transformé en silure pour vaincre un serpent géant. L’île de Chikubu serait entourée et protégée par ce grand poisson, faisant d’elle un lieu sacré lié au concept de Konrinzai (ja)[3]。

## Dans la réalité
Dans le folklore d’Asie de l’Est, il est courant d’associer certains poissons à de grands dragons. Dans les encyclopédies japonaises, ces monstres sont toujours associés aux créatures aquatiques proches des poissons. Le fait que le dragon soit devenu un silure au Japon, pourrait provenir du fait que, les poissons-chats et notamment les silures semblent inexplicablement particulièrement sensibles aux signes avant-coureurs d'un séisme, et ce parfois jusqu'à 24 heures à l'avance.

## Exemples d'utilisations modernes

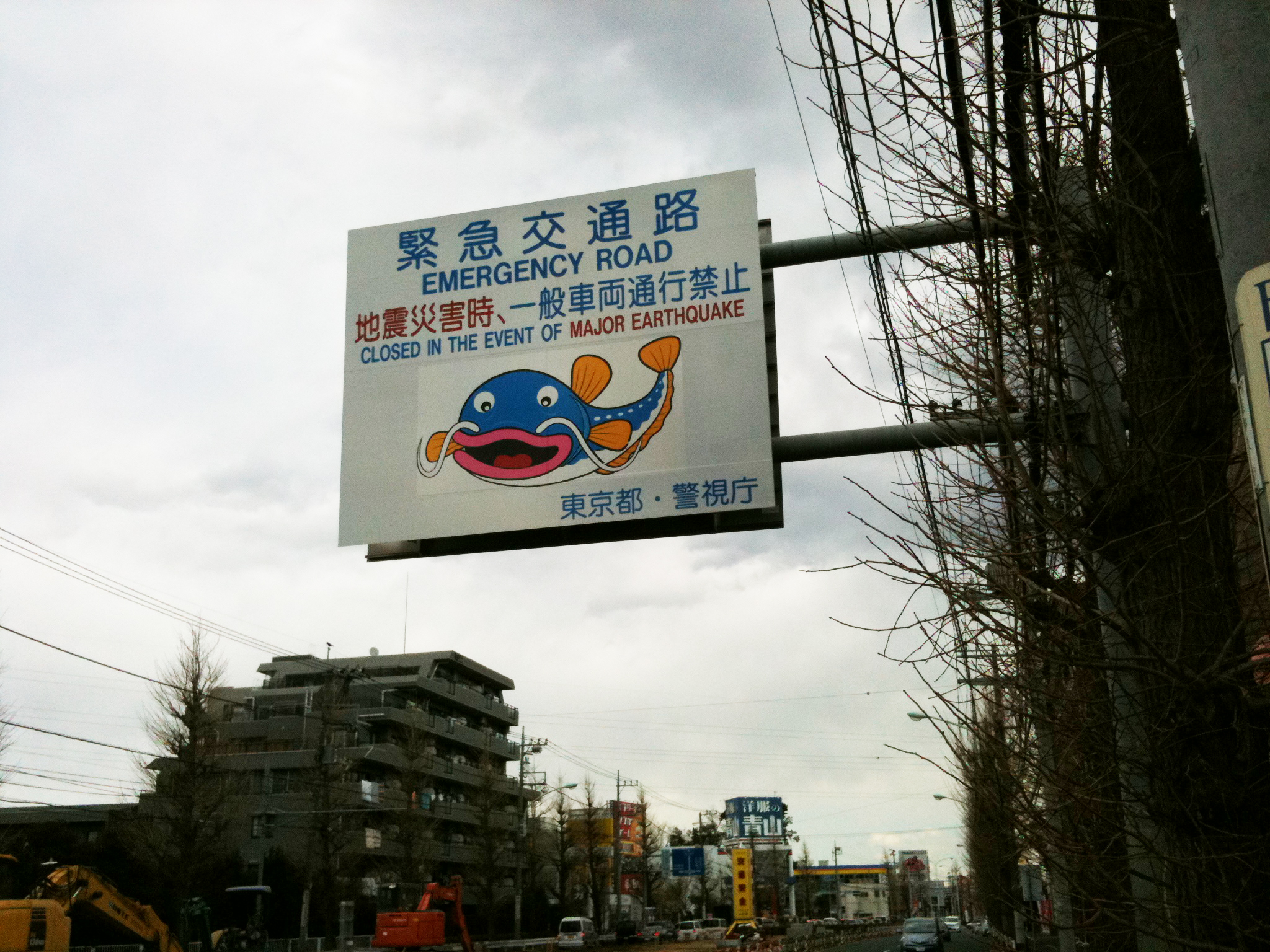
Panneau indiquant une route de circulation d'urgence

- L’image d’un silure est utilisée sur les panneaux indiquant les kinkyūkōtsūro (ja) (緊急交通路?, « routes de circulation d'urgence ») en cas de séisme au Japon [13].

### Dans la culture populaire
- Le Pokémon Barbicha est inspiré du l'ōnamazu (d'où son nom japonais Namazun). Tout comme lui, c'est un poisson-chat, il possède une cicatrice au front et maîtrise des attaques sismiques.
- Dans League of Legends, le personnage Tahm Kench pourrait être inspiré de cette légende.
- Dans Yo-Kai Watch le boss de l'étang du Mont Sylvestre, Carpitaine, semble être inspirée du l'ōnamazu.
- Dans Final Fantasy XIV, l'extension Stormblood introduit la tribu des Namazu.
- Dans Dragon Ball GT, un ennemi appelé Zunama est un poisson chat géant qui prétend provoquer les tremblements de terre en agitant ses moustaches. Son nom est une anagramme de namazu.
- Dans Suzume no tojimari, le ver est inspiré de l'ōnamazu.